# Stazione di Terme Vigliatore
La stazione di Terme Vigliatore è una fermata ferroviaria posta sulla linea Palermo-Messina. Fu attivata nel 1991 in sostituzione della vecchia stazione.

## Storia
La prima stazione di Terme Vigliatore, fu aperta nel 1891 con l'apertura del tronco ferroviario da Barcellona a Oliveri. La stazione era posta nel centro dell'abitato di Terme Vigliatore, in Via Benedettini Inferiore, e aveva due binari passeggeri, più un binario tronco, per il vecchio scalo merci.
Con il raddoppio ferroviario del tronco T. Vigliatore-S. Filippo-S. Lucia, di 13+784 km, della linea Palermo-Messina, si decise di spostare la linea ferroviaria verso monte, costruendo una nuova stazione più ampia e moderna, attivata il 1º dicembre 1991, giorno di completamento del raddoppio del tronco ferroviario.
La nuova stazione di Terme Vigliatore fu dislocata a 733 m più a nord dalla vecchia stazione, lasciata in funzione, solo come Posto di Passaggio dal doppio a semplice binario, fino al 2002.
Il 13 dicembre 2009, dopo appena diciotto anni dalla sua attivazione, fu sospeso il servizio viaggiatori, che venne poi riattivato l'11 dicembre 2016.

## Strutture e impianti
La struttura, dallo stesso stile architettonico moderno con il quale vennero costruite le tre nuove stazioni di Barcellona-Castroreale, Milazzo e di San Filippo-Santa Lucia, si sviluppa su un unico piano. Il fascio binari è costituito solo dai due binari di corsa collegati tramite un sottopassaggio.

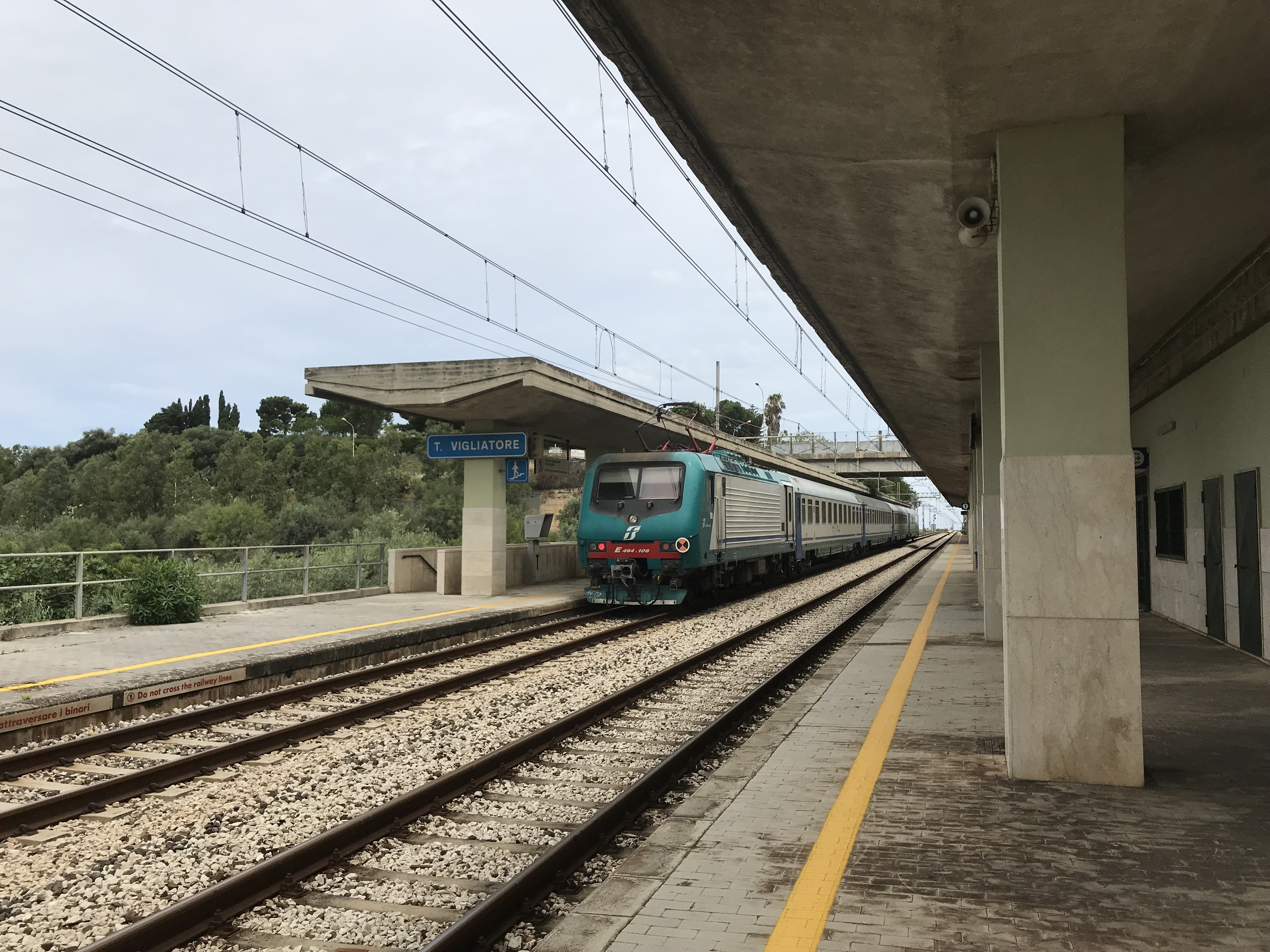
Binari lato Messina

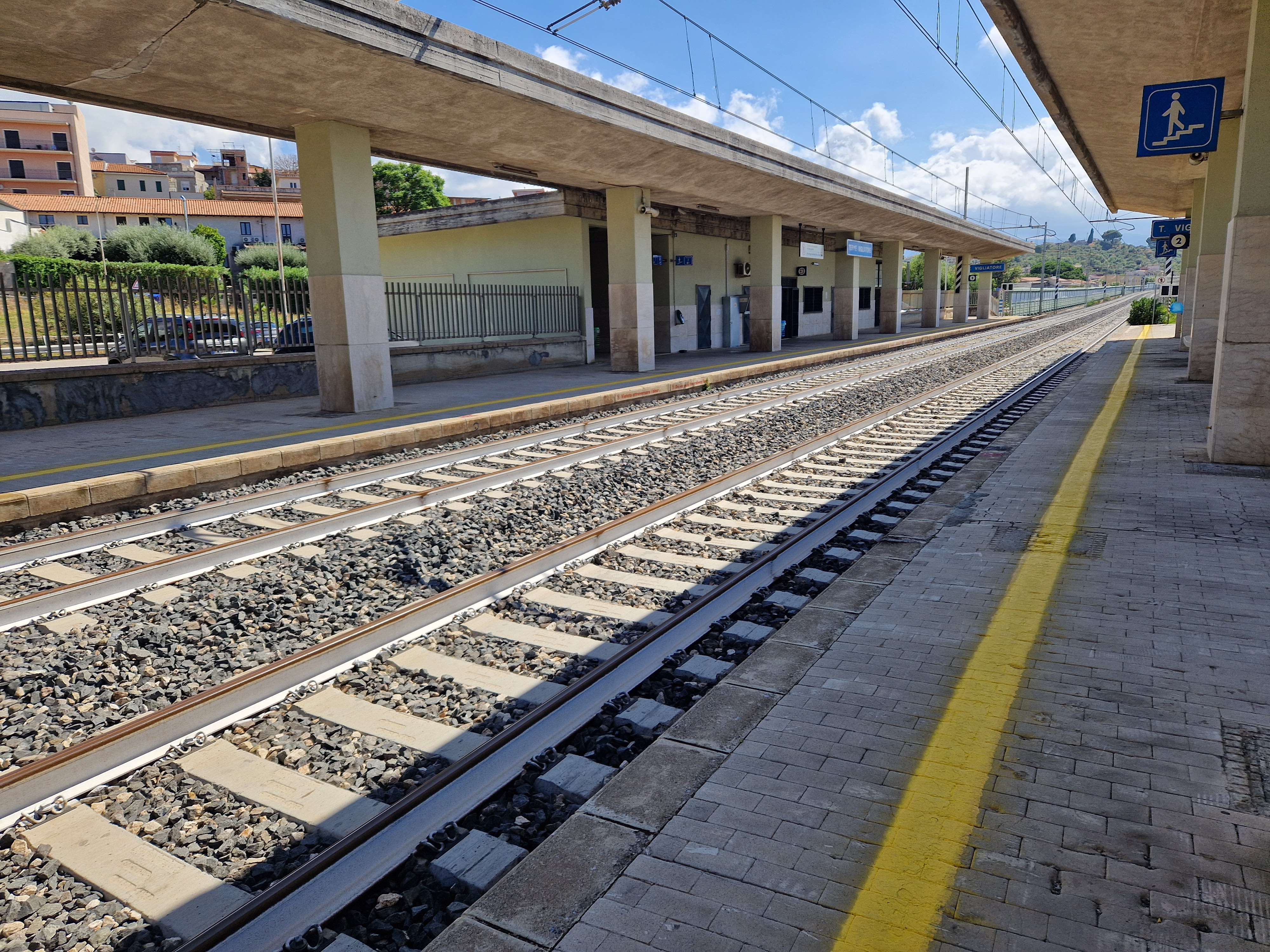
Binari lato Patti

Lungo la banchina che costeggia il primo binario, all'interno del fabbricato viaggiatori, si trovavano due sale d'attesa, una di prima e una di seconda classe, i servizi igienici, una biglietteria, un magazzino merci, un sottopassaggio.

## Interscambi
La struttura è preceduta da un piazzale utilizzato come parcheggio e, fino al 2003, da interscambio di autobus effettuati dall'AST.